# Theodor Kotzebue-Pilar von Pilchau

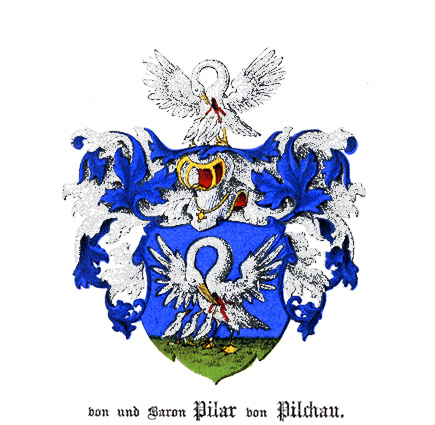
Wappen der Adelsfamilie Pilar von Pilchau

Theodor Graf Kotzebue-Pilar von Pilchau (russisch: Федор Карлович Коцебу Пиллар фон Пильхау, *5. Juli 1848; † 7. August 1911 in Meks) war ein Generalleutnant in der Kaiserlichen Russischen Armee war. Er stammte von der deutsch-baltischen Adelsfamilie Pilar von Pilchau ab. Seit dem 12. Januar 1878 trug er den Namen Graf Kotzebue-Pilar von Kotzebue.

## Laufbahn
1866 trat er in der Kaiserlichen Russischen Armee seinen Militärdienst an. 1872 wurde er im 7. Husaren-Regiment zum Leutnant befördert. Seine Feuertaufe bestand er zwischen 1877 und 1887 im Russisch-türkischen Krieg. Im Jahre 1878 wurde er zum Stabsrittmeister befördert. Seine nächsten Beförderungen waren 1888 zum Oberst und 1898 zum Generalmajor. 1905 wurde er Bürgermeister in Rostow am Don und schließlich wurde er im gleichen Jahr zum Generalleutnant ernannt. Danach übernahm er einige Missionen im Kaukasus und 1910 übernahm er als Befehlshaber den Militärbezirk Warschau. Nach seinem Abschied setzte er sich in Meks (Estland) zur Ruhe.

## Herkunft und Familie
Sein Vater war der russische Generalleutnant Karl Magnus Pilar von Pilchau (1791–1861), der mit der russischen Katharina Nikolajewna Fürstin Kutusow (1811–1872) verheiratet war. Sein Onkel war der russische Generalleutnant Gustav Friedrich Pilar von Pilchau (1798–1862). Theodor heiratete Alexandra Mathilde von Kotzebue (1849–1884), die am russischen Zarenhof als Hofdame im Dienst stand. Sie war die Tochter des Generalgouverneurs von Polen Graf Paul Demetrius von Kotzebue (1801–1884). Da Graf Kotzebue 1884 ohne männliche Nachkommen verstarb, gingen der Adelstitel und das Wappen an seine Tochter Alexandra Mathilde. Am 12. Januar 1878 erhielten sie durch Zar Alexander II. mit allerhöchster Genehmigung, das Recht den Namen Graf Kotzebue-Pilar von Pilchau zu führen. Aus der Ehe mit Alexandra Mathilde gingen folgende Nachkommen hervor:
- Dimitri Graf Kotzebue-Pilar von Pilchau (* 1872), verheiratet mit Jenny Erichson-Sommerfeld[2],
- Katharina Kotzebue-Pilar von Pilchau (* 1873 in Odessa; † 1956 in Edmonton, Kanada), verheiratet mit Harald Nicolai von Hoyningen-Huene (1868–1937)
- Maria Kotzebue-Pilar von Pilchau (* 1882)
- Alexandra Kotztbue-Pilar von Pilchau (* 1877 in Warschau; † 1952 in Hamburg), verheiratet mit Hermann August von Harpe (1874–1944)